# Alžběta Polská (1326–1361)
Alžběta Polská také Alžběta Kazimírovna (polsky Elżbieta Kazimierzówna, 1326 – 1361) byla pomořanská vévodkyně.

## Život
Narodila se jako nejstarší potomek polského krále Kazimíra III. a jeho první manželky Aldony Anny Litevské. Roku 1335 byla z důvodu rostoucího napětí mezi římským císařem Ludvíkem IV. Bavorem a králem Janem Lucemburským zasnoubena s císařovým synem Ludvíkem VI. Bavorským.

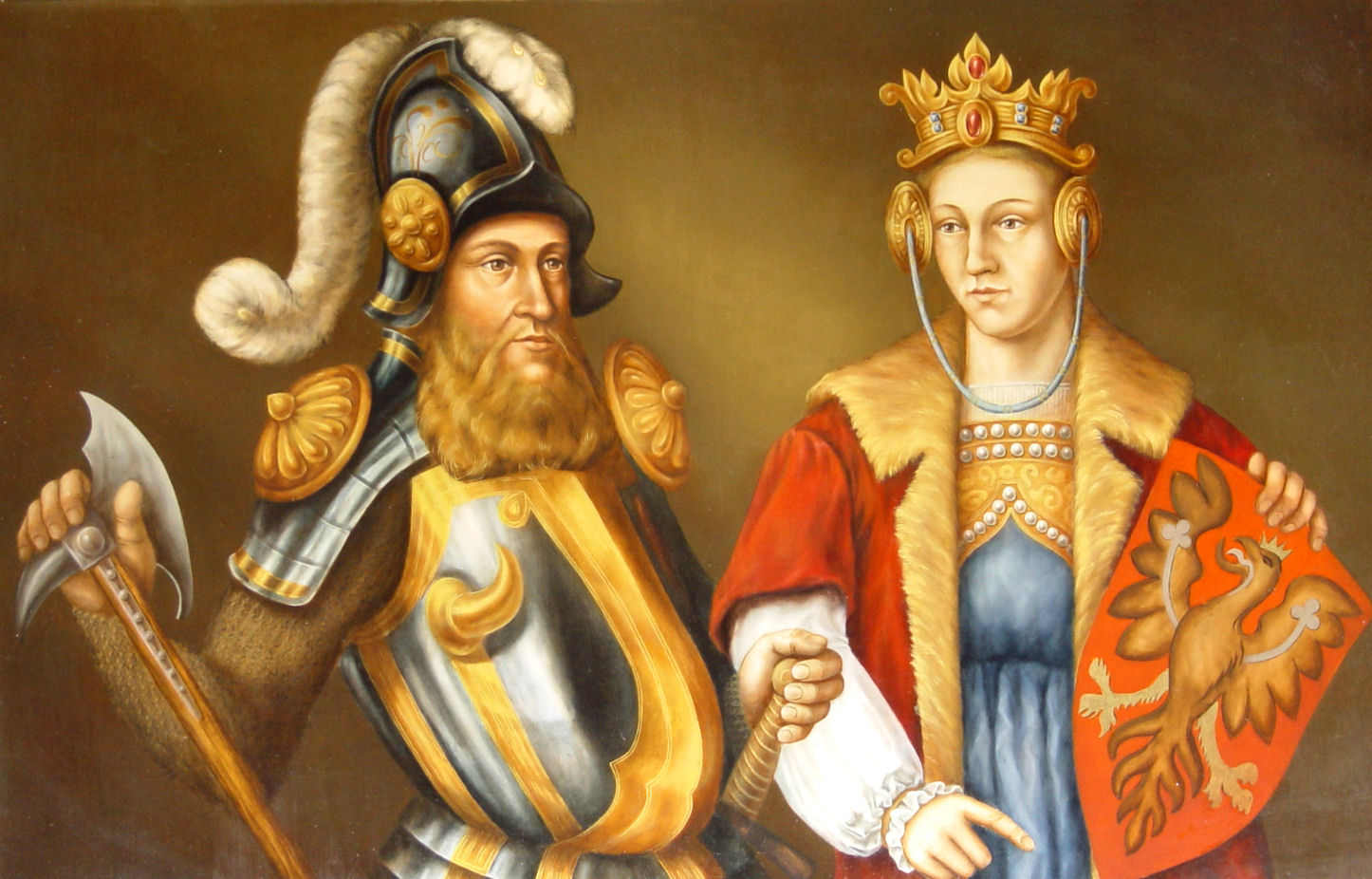
Alžběta Polská s manželem Bogislavem V.

24. února 1343 uzavřeli král Kazimír a pomořanský vévoda Wartislaw IV. dohodu namířenou proti Řádu německých rytířů. Výsledkem bylo, že se syn pomořanského vévody Bogislav V. 28. února 1343 oženil se 16letou Alžbětou. Jako věno dostala 20 tisíc kop pražských grošů. Za Ludvíka VI. byla o 2 roky později 1. ledna 1345 provdána její o 2 roky mladší sestra Kunhuta.
Alžběta měla s Bogislavem 2 potomky:
- Alžbětu Pomořanskou, (c. 1345 až 1347 – 15. dubna 1393), která se v roce 1363 stala čtvrtou a poslední manželkou římského císaře a českého krále Karla IV.
- Kazimíra IV. z Pomořanska, (c. 1351 – 2. ledna 1377), který zemřel na následky zranění několik měsíců po bitvě s Vladislavem Bílým

Alžběta zemřela v roce 1361 v augustiniánském klášteře ve Świątkach, kde je také pohřbena.